# Es ist Frühling
Es ist Frühling (Originaltitel: È primavera...) ist eine italienische Filmkomödie aus dem Jahr 1950.

## Handlung
Der Florentiner Bäckergehilfe Beppo fährt mit seinem Fahrrad die Brote und Brötchen aus und nutzt dies für Flirts und Neckereien mit seinen Kundinnen. Durch seinen Charme und Humor kann er sich immer wieder aus schwierigen Situationen herauswinden. Als er zum Militär eingezogen und in Catania stationiert wird, lernt er seinen Kameraden Cavalluccio kennen. Dieser bittet ihn, sein Trauzeuge bei seiner Hochzeit mit Maria Antonia zu sein. Bei einem Termin auf dem Standesamt lernt Beppo die Braut kennen und bewundert deren Schönheit. Cavalluccio ist für diesen Termin aus einer Arrestzelle in der Kaserne geflohen und wird deshalb bei seiner Rückkehr verhaftet und in ein Militärgefängnis gebracht. Beppo bleibt aber in Kontakt zu Maria Antonia, die beiden kommen sich näher und heiraten schließlich.
Beppos Einheit wird nach Mailand verlegt, von dort aus schickt er Maria Antonia Liebesbriefe, die aber immer kürzer und immer seltener werden. Am Weihnachtstag fühlt er sich besonders einsam in der Großstadt und lernt beim Kauf von Briefpapier die Ladenbesitzerin Lucia kennen.
Nach Ende seiner Dienstzeit erwartet Maria Antonia sehnsüchtig seine Rückkehr, die sich aber verzögert. Als er endlich eintrifft, behauptet er, nur auf Urlaub zu sein. Auch erzählt er ihr von einer Arbeitsstelle als Handelsvertreter für eine Mailänder Bonbonfirma, die ihm angeboten wurde. Maria Antonia ist enttäuscht, da sie Beppo bei sich behalten möchte. Seine Geschichten machen sie misstrauisch, und so reist sie ihm heimlich nach Mailand nach und erfährt, dass er längst aus dem Militär entlassen wurde. Sie geht zu Beppos angeblicher Schwester Lucia und erfährt, dass diese nicht seine Schwester, sondern seine zweite Ehefrau ist. Als Beppo am nächsten Abend von einer Geschäftsreise zurückkehrt, will sie mit einem Messer auf ihn losgehen, lässt es dann aber fallen und läuft auf die Straße, wo sie von einem Auto angefahren wird.
Nun wird Beppo der Prozess wegen Bigamie gemacht. Er gibt die Tat zu, versucht aber, sie zu erklären: Nachdem er eine Zeit lang bei Lucia und ihrer Mutter gewohnt hatte, wurde ein Heiratsantrag von ihm erwartet, und er fühlte sich dazu verpflichtet. Laut seinen Papieren war er immer noch ledig, da die Heirat mit Maria Antonia nur kirchlich, aber noch nicht standesamtlich vollzogen wurde. Durch seine Anstellung bei der Bonbonfirma wäre er für zwei Wochen jedes Monats in Süditalien unterwegs, und so glaubte er, beiden Frauen glücklich machen zu können. Der Richter erklärt die erste, nicht standesamtlich geschlossene Ehe für ungültig, und so wird Beppo nicht verurteilt. Maria Antonia, die von Beppo ein Kind erwartet, wird jedoch, weil sie mit einem Messer auf Beppo losging, wegen Mordversuchs angeklagt und kommt ins Gefängnis.
Beppo will sie wieder freibekommen und braucht einen guten Anwalt. Um den bezahlen zu können, macht er einer weiteren Frau Heiratsversprechen und leiht sich Geld von ihr. Der Anwalt kann Maria Antonias Freilassung erreichen und findet zudem heraus, dass durch ein Konkordat des italienischen Staates mit der katholischen Kirche Beppos und Marias Ehe gültig ist und daher seine Ehe mit Lucia ungültig. Maria Antonia liebt ihn immer noch und ist daher sehr froh über diese Nachricht. Und während Lucia und Cavalluccio sich näher kommen, zieht Beppo wieder nach Catania und eröffnet mit Maria Antonia eine Bäckerei. Jahre später fährt sein Sohn, wie einst er selbst, als sein Gehilfe mit dem Fahrrad die Brote aus.

## Produktion
Der von Universalcine produzierte Film kam am 26. Januar 1950 in die italienischen Kinos. Es ist der zweite Teil einer Trilogie des Regisseurs Renato Castellani über das Italien der Nachkriegszeit. Die beiden anderen Filme sind Unter der Sonne von Rom von 1948 und Für zwei Groschen Hoffnung von 1952.

## Synchronisation
Die deutsche Fassung wurde 1959 in RIVA-Fernsehstudios produziert, nach einem Dialogbuch von Hanns Maria Braun, der auch die Dialogregie führte.
| Rolle           | Darsteller        | Synchronsprecher  |
| --------------- | ----------------- | ----------------- |
| Anwalt Di Salvo | Ettore Jannetti   | Herbert Weicker   |
| Bäcker          | Giordano Gaggioli | Willy Friedrichs  |
| Beppo Agosti    | Mario Angelotti   | Erich Ebert       |
| Maria Antonia   | Elena Varzi       | Rosemarie Fendel  |
| Präsident       | Cesare Ranucci    | Klaus W. Krause   |
| Erzähler        | N.N.              | Leo Bardischewski |

## Rezeption
„Die Handlung ist lediglich Aufhänger für eine ironisierende Darstellung italienischer Nachkriegsverhältnisse im neoveristischen Stil; unter Verzicht auf jegliche Dramatik entstand eine alltagsnahe Komödie, die sehr amüsant und entwaffnend liebenswürdig inszeniert und gespielt ist.“